# 2013 AZ60
2013 AZ60 est un objet transneptunien de la ceinture de Kuiper, ayant un aphélie de près de 1 000 UA, mais dont l'orbite s'approche de Saturne.

## Dégazage et orbite
L'objet ne présente actuellement pas de signe d'activité cométaire, ce pourrait être une comète éteinte, mais il est actuellement très éloigné du Soleil et lors d'une approche dans la région centrale du système solaire, son activité pourrait reprendre. Son orbite est très instable, il a 64 % de chance d'être éjecté du système solaire d'ici un million d'années. Il aurait aussi 4,2 % chance de se retrouver au voisinage de la Terre.

## Comparaison d'orbites

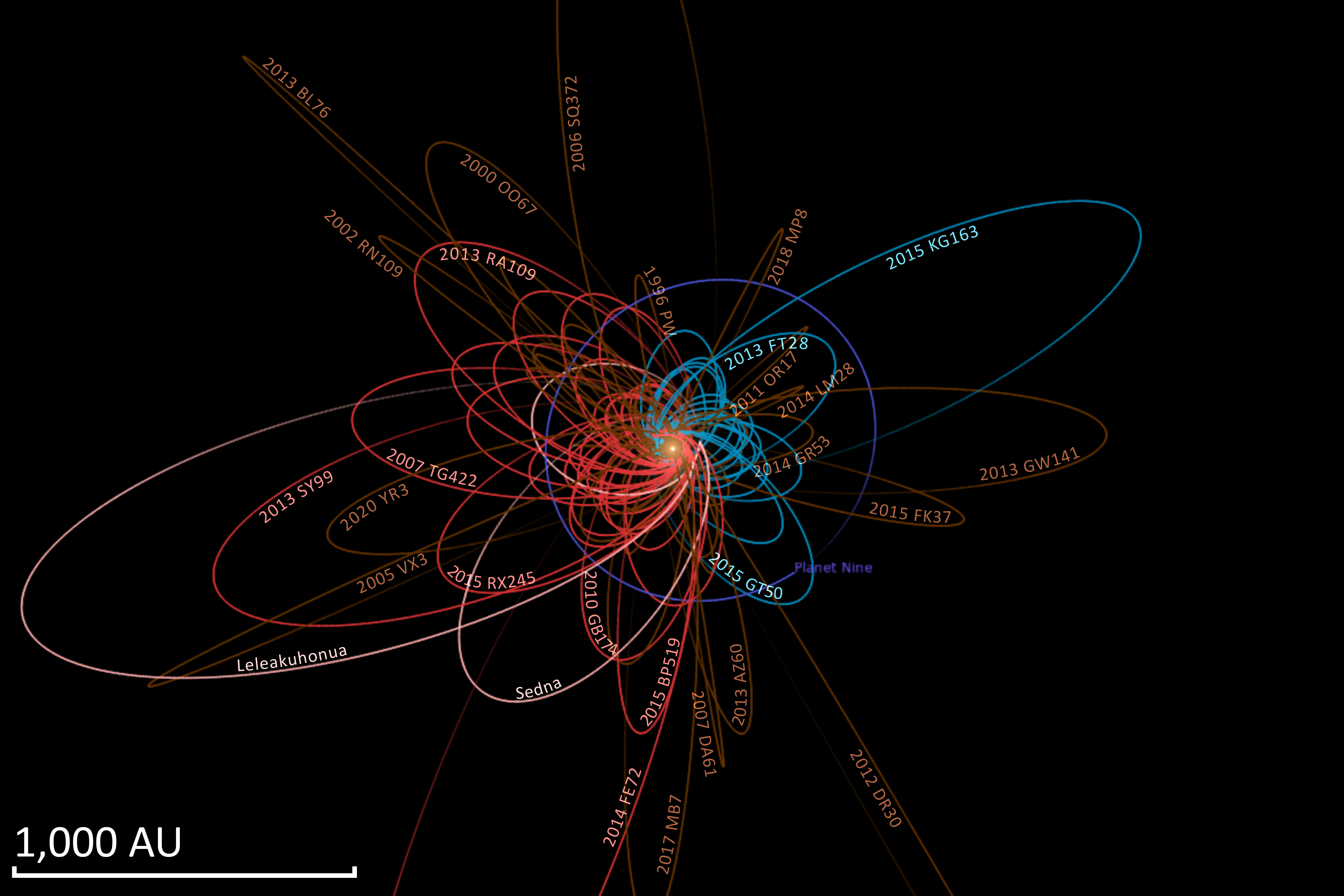
Orbite de comparée à celles d'autres objets très distants,
,
,
,
,
,
,
,,
,
,,,
,
,,
,,,,,,
,,,
,,,,,,
,
,
(541132) Leleākūhonua,
Sedna
et l'hypothétique "planète neuf".